# Налогі
Налогі (пол. Nałogi) — село в Польщі, у гміні Більськ-Підляський Більського повіту Підляського воєводства.
Населення — 76 осіб (2011).
У 1975-1998 роках село належало до Білостоцького воєводства.

## Демографія
Демографічна структура станом на 31 березня 2011 року:
|          | Загалом | Допрацездатний вік | Працездатний вік | Постпрацездатний вік |
| -------- | ------- | ------------------ | ---------------- | -------------------- |
| Чоловіки | 41      | 4                  | 22               | 15                   |
| Жінки    | 35      | 3                  | 15               | 17                   |
| Разом    | 76      | 7                  | 37               | 32                   |